# Daily News and Analysis
Pour les articles homonymes, voir Daily News.
Le Daily News and Analysis (DNA) est un quotidien anglophone grand format lancé en 2005 en Inde. Il est publié à Bombay, Ahmedabad, Pune, Jaipur, Bangalore et Indore par Diligent Media Corporation, une coentreprise entre Zee Media et Dainik Bhaskar Group, et vise un lectorat jeune, de tendance progressiste. C'est le premier journal anglophone d'Inde à avoir proposé une première page entièrement en couleur.

## Lancement
Le lancement du Daily News and Analysis en 2005 a été précédé par une grande campagne publicitaire, avec pour slogan « Speak up, it’s in your DNA » (littéralement : « Exprimez-vous, c'est dans votre ADN » - jeu de mots entre l'acronyme anglophone de l'Acide désoxyribonucléique et celui de journal). Les médias indiens ont décrit son contexte comme tumultueux, avec des réductions de coûts et une concurrence sévère,.

## Suppression des éditoriaux
A la une de son  numéro du 1er février 2010, son rédacteur en chef Aditya Sinha a annoncé que le DNA allait supprimer sa page d'opinions, la partie contenant les éditoriaux, les analyses et les points de vue. Cette décision a été considérée comme audacieuse et a été accueillie par de nombreuses critiques[réf. souhaitée]. Le DNA a donc commencé à proposer, quand c'était nécessaire, les points de vue d'experts et les commentaires dans les différentes pages du journal.

## Diffusion
Selon le Media Research Users Council's Indian Readership Survey (IRS), le lectorat total du DNA est de 1 242 000 personnes à Bombay, et le lectorat moyen de ses six éditions est de 824 000. IRS a classé le journal au sixième rang des dix principaux quotidiens anglophones d'Inde. Il s'agit du second grand-format en anglais le plus lu à Bombay. Depuis le rapport de l'IRS du deuxième semestre 2006, son lectorat moyen par numéro a augmenté de 86% (il était alors de 444 000).
Il a aussi le plus grand pourcentage de lecteurs de la tranche d'âge 30-49 ans parmi les journaux anglophones à Bombay (36,3 %)et le second plus grand pourcentage de lecteurs diplômés (52,2 %) ou appartenant aux classes socioéconomiques A et B[Quoi ?] (73,5 %).
En février 2007, le DNA a annoncé que sa diffusion payante avait atteint 400 000 exemplaires à Bombay (après 300 000 en octobre 2006). Ces chiffres sont certifiés par Ernst & Young depuis mai 2006. Selon leur rapport de juillet 2006, la diffusion payante du DNA était alors de 270 000 exemplaires.
Aujourd'hui, le DNA est le journal préféré d'1 506 000 lecteurs dans la seule Bombay (lectorat total au quatrième trimestre 2012 selon l'IRS).

## Éditions et suppléments
Le DNA est actuellement publié à Bombay, Ahmedabad, Pune, Jaipur, Bangalore et Indore. Il possède une section économique, DNA Money, et un supplément loisir, After Hrs.
Le DNA possède un site internet, www.dnaindia.com. Il est aussi présent sur les réseaux sociaux et sur téléphone mobile. L'édition du jour peut être lue en ligne (E-paper).

## Marathon
Le DNA organise un marathon annuel à Bombay, le DNA I Can réservé aux femmes.